# Парад Победы в Харбине
Парад Победы в Харбине состоялся 16 сентября 1945 года в городе Харбин в честь победы Советского Союза над Японией. По неизвестным причинам И. В. Сталин принял решение не проводить парад в честь победы над Японией на территории СССР.

## История
Командовал парадом генерал-лейтенант артиллерии К. П. Казаков, начальник артиллерии 1-й Краснознамённой армии. Принимал парад дважды Герой Советского Союза генерал-полковник А. П. Белобородов, командующий 1-й Краснознамённой армией и начальник гарнизона Харбина. Изначально предполагалось, что принимать парад будет Маршал Советского Союза А. М. Василевский, но он был срочно вызван в Москву. Первоначально в качестве места проведения дальневосточного Парада Победы рассматривался Порт-Артур, но затем Сталин дал указание проводить его в Харбине. В качестве гостей на главной трибуне присутствовали члены Военного совета 1-го Дальневосточного фронта генерал-полковник Т. Ф. Штыков и генерал-майор К. С. Грушевой, начальник штаба Главного командования советских войск на Дальнем Востоке генерал-полковник С. П. Иванов, член Военного совета Тихоокеанского флота генерал-лейтенант береговой службы С. Е. Захаров.
Главное мероприятие состоялось на Вокзальной площади. В параде приняли участие представители советского правительства, офицеры Красной армии и военные чиновники из Китайской Республики и Северо-Восточной антияпонской объединённой армии.
В 11 часов на площади, где выстроились для парада войска Харбинского гарнизона, появился А. П. Белобородов и выслушал рапорт от командующего парадом. После традиционного объезда войск в сопровождении К. П. Казакова, он произнес слова приветствия и поздравления с Победой, следом за которыми фанфары дали сигнал к началу торжественного прохода войск.
В параде участвовали стрелковые подразделения 300-й и 59-й стрелковых дивизий (пехотинцы, связисты, саперы, миномётчики). Затем прошли миномёты и «Катюши», на смену им — мотопехота. За мотопехотой прошли подразделения тяжёлой и противотанковой артиллерии. В заключении парада по площади прошла техника двух танковых бригад и один самоходно-артиллерийский полк. Прохождение войск и военной техники продолжалось около 2 часов.
После парада прошла импровизированная демонстрация китайского населения Харбина, продолжавшаяся свыше 2 часов.
Впоследствии на Соборной площади был установлен памятник советским воинам, павшим при освобождении города.